# Câble en fibre optique
 (janvier 2024).
La mise en forme du texte ne suit pas les recommandations de Wikipédia : il faut le « wikifier ».
Les points d'amélioration suivants sont les cas les plus fréquents. Le détail des points à revoir est peut-être précisé sur la page de discussion.
- Les titres sont pré-formatés par le logiciel. Ils ne sont ni en capitales, ni en gras.
- Le texte ne doit pas être écrit en capitales (les noms de famille non plus), ni en gras, ni en italique, ni en « petit »…
- Le gras n'est utilisé que pour surligner le titre de l'article dans l'introduction, une seule fois.
- L'italique est rarement utilisé : mots en langue étrangère, titres d'œuvres, noms de bateaux, etc.
- Les citations ne sont pas en italique mais en corps de texte normal. Elles sont entourées par des guillemets français : « et ».
- Les listes à puces sont à éviter, des paragraphes rédigés étant largement préférés. Les tableaux sont à réserver à la présentation de données structurées (résultats, etc.).
- Les appels de note de bas de page (petits chiffres en exposant, introduits par l'outil «  Source ») sont à placer entre la fin de phrase et le point final[comme ça].
- Les liens internes (vers d'autres articles de Wikipédia) sont à choisir avec parcimonie. Créez des liens vers des articles approfondissant le sujet. Les termes génériques sans rapport avec le sujet sont à éviter, ainsi que les répétitions de liens vers un même terme.
- Les liens externes sont à placer uniquement dans une section « Liens externes », à la fin de l'article. Ces liens sont à choisir avec parcimonie suivant les règles définies. Si un lien sert de source à l'article, son insertion dans le texte est à faire par les notes de bas de page.
- La présentation des références doit suivre les conventions bibliographiques. Il est recommandé d'utiliser les modèles {{Ouvrage}}, {{Chapitre}}, {{Article}}, {{Lien web}} et/ou {{Bibliographie}}. Le mode d'édition visuel peut mettre en forme automatiquement les références.
- Insérer une infobox (cadre d'informations à droite) n'est pas obligatoire pour parachever la mise en page.

Pour une aide détaillée, merci de consulter Aide:Wikification.
Si vous pensez que ces points ont été résolus, vous pouvez retirer ce bandeau et améliorer la mise en forme d'un autre article.

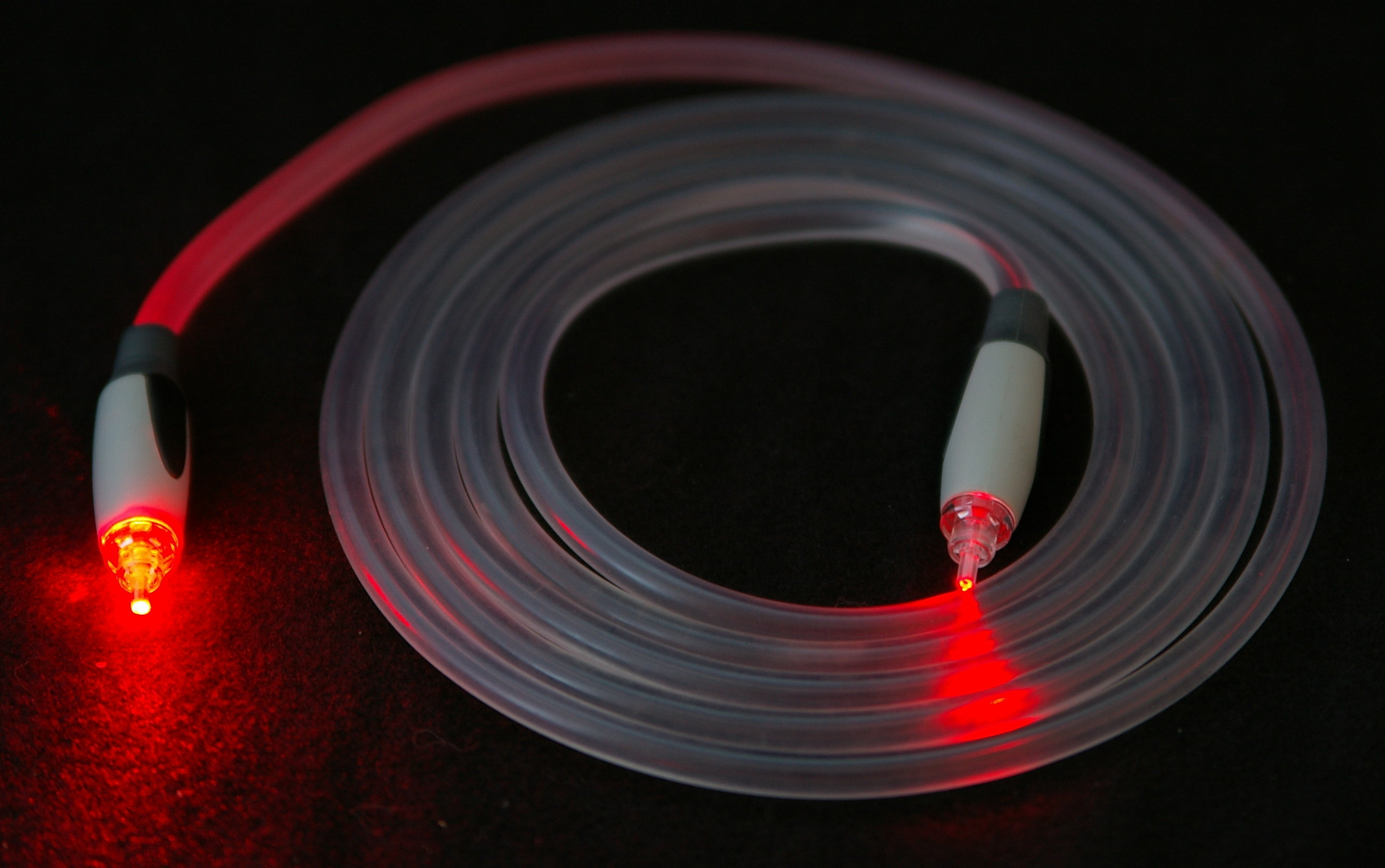
Un câble à fibre optique TOSLINK avec une gaine transparente. Ces câbles sont principalement utilisés pour les connexions audio numériques entre appareils.

Un câble à fibres optiques est un assemblage similaire à un câble électrique mais contenant une ou plusieurs fibres optiques utilisées pour transporter la lumière. Les éléments de fibre optique sont généralement recouverts individuellement de couches de plastique et contenus dans un tube de protection adapté à l'environnement dans lequel le câble est utilisé. 
Différents types de câbles sont utilisés pour la communication optique pour différentes applications. Par exemple, des câbles différents seront utilisés pour les télécommunications longue distance ou la fourniture d'une connexion de données à haut débit entre différentes parties d'un bâtiment.

## Conception

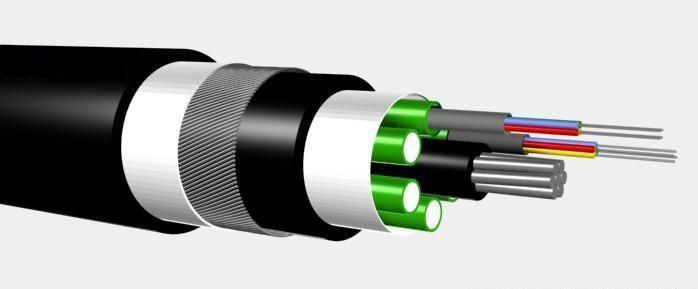
Un câble multifibre

La fibre optique se compose d'un noyau et d'une couche de gaine, sélectionnés pour une réflexion interne totale en raison de la différence d'indice de réfraction entre les deux. Dans les fibres pratiques, la gaine est généralement recouverte d'une couche de polymère acrylate ou de polyimide. Ce revêtement protège la fibre des dommages mais ne contribue pas à ses propriétés de guide d'onde optique. Les fibres enduites individuelles (ou les fibres formées en rubans ou en faisceaux) sont ensuite recouvertes d'une couche tampon en résine résistante ou d'un ou plusieurs tubes centraux extrudés autour d'elles pour former le cœur du câble. Plusieurs couches de gaine protectrice, selon l'application, sont ajoutées pour former le câble. Les assemblages de fibres rigides placent parfois du verre absorbant la lumière (« foncé ») entre les fibres, pour empêcher la lumière qui s'échappe d'une fibre d'entrer dans une autre. Cela réduit la diaphonie entre les fibres ainsi que les reflets dans les applications d'imagerie de faisceaux de fibres.

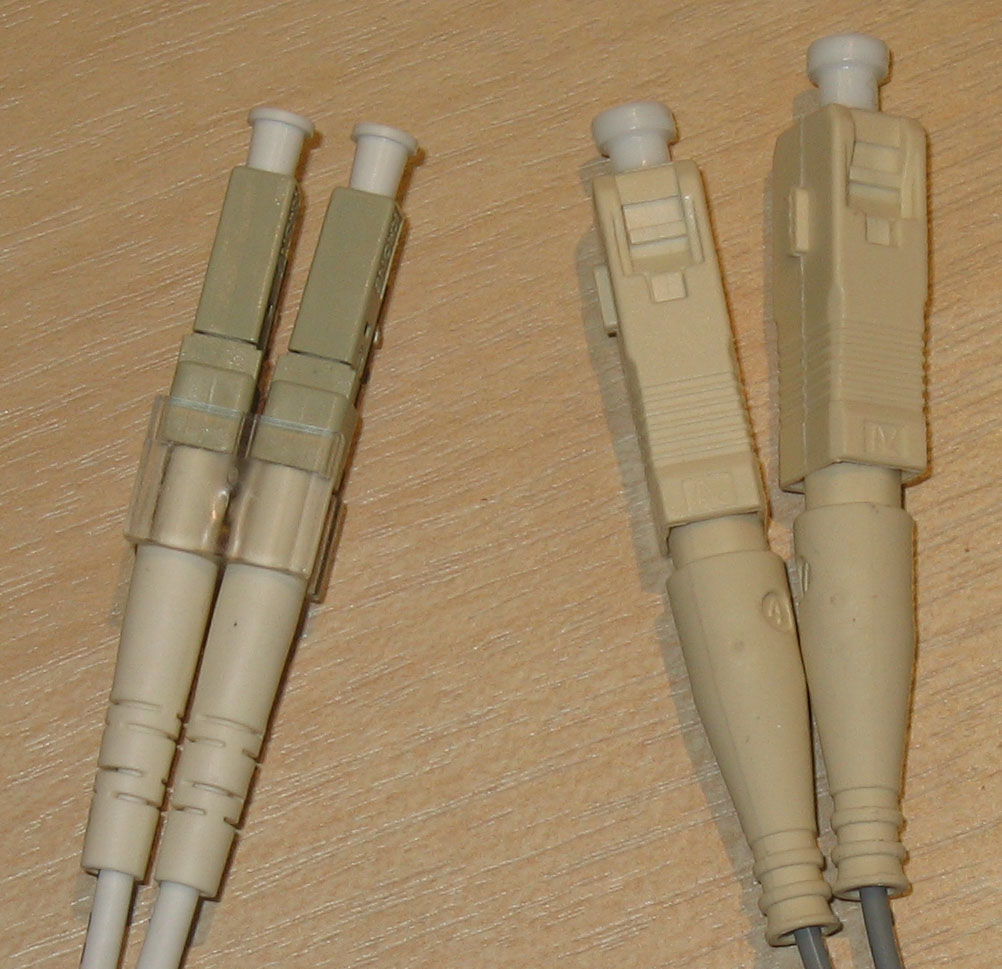
A gauche : connecteurs LC/PC
À droite : connecteurs SC/PC
Les quatre connecteurs sont dotés de capuchons blancs recouvrant les ferrules.

Pour les applications en intérieur, la fibre gainée est généralement enfermée, avec un faisceau d'éléments de renforcement fibreux polymères flexibles comme l'aramide (ex: le Twaron ou le Kevlar), dans une gaine en plastique léger pour former un simple câble. Chaque extrémité du câble peut être terminée par un connecteur de fibre optique spécialisé pour lui permettre d'être facilement connecté et déconnecté de l'équipement de transmission et de réception.

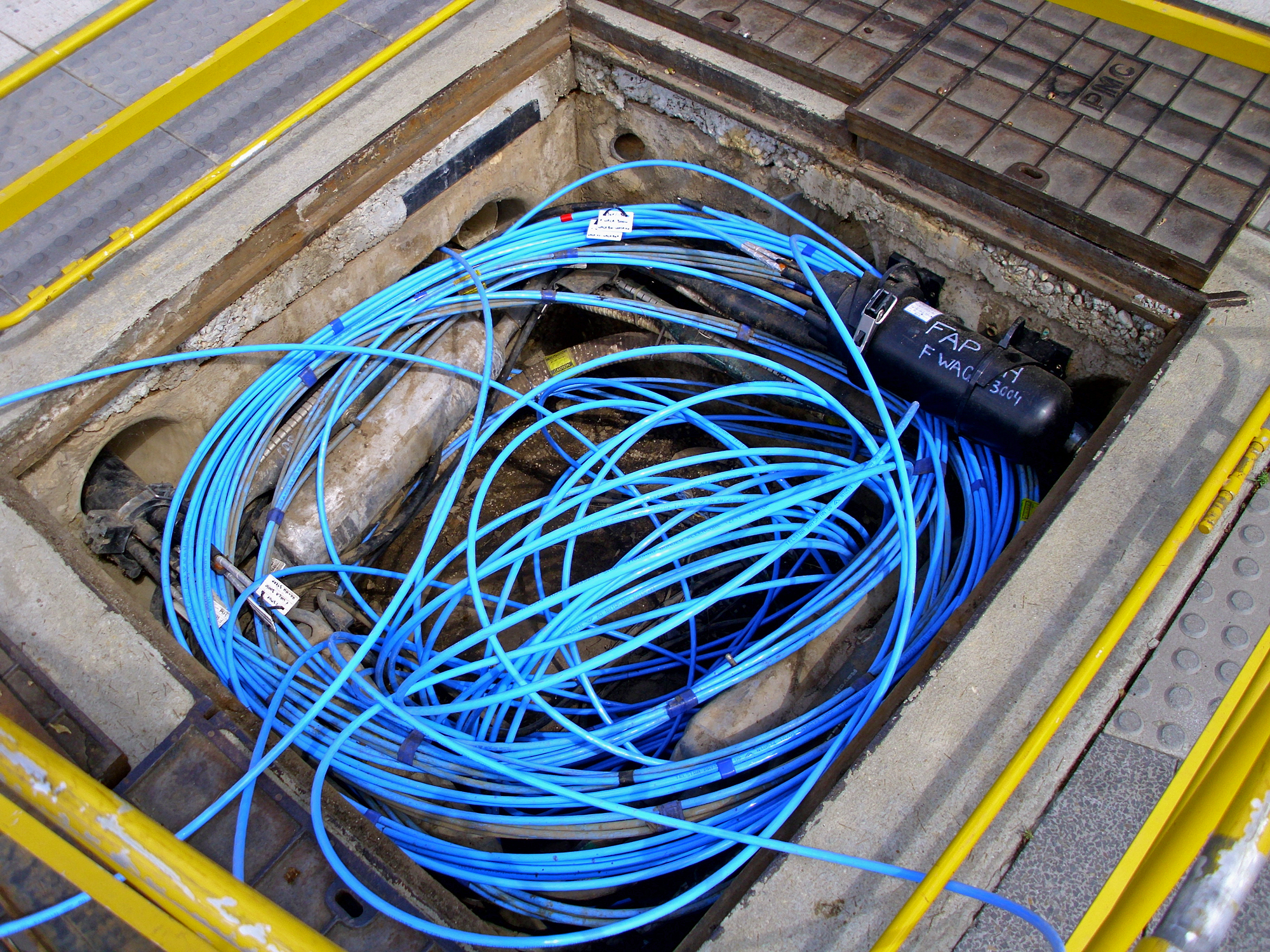
Câble à fibre optique dans une fosse Telstra

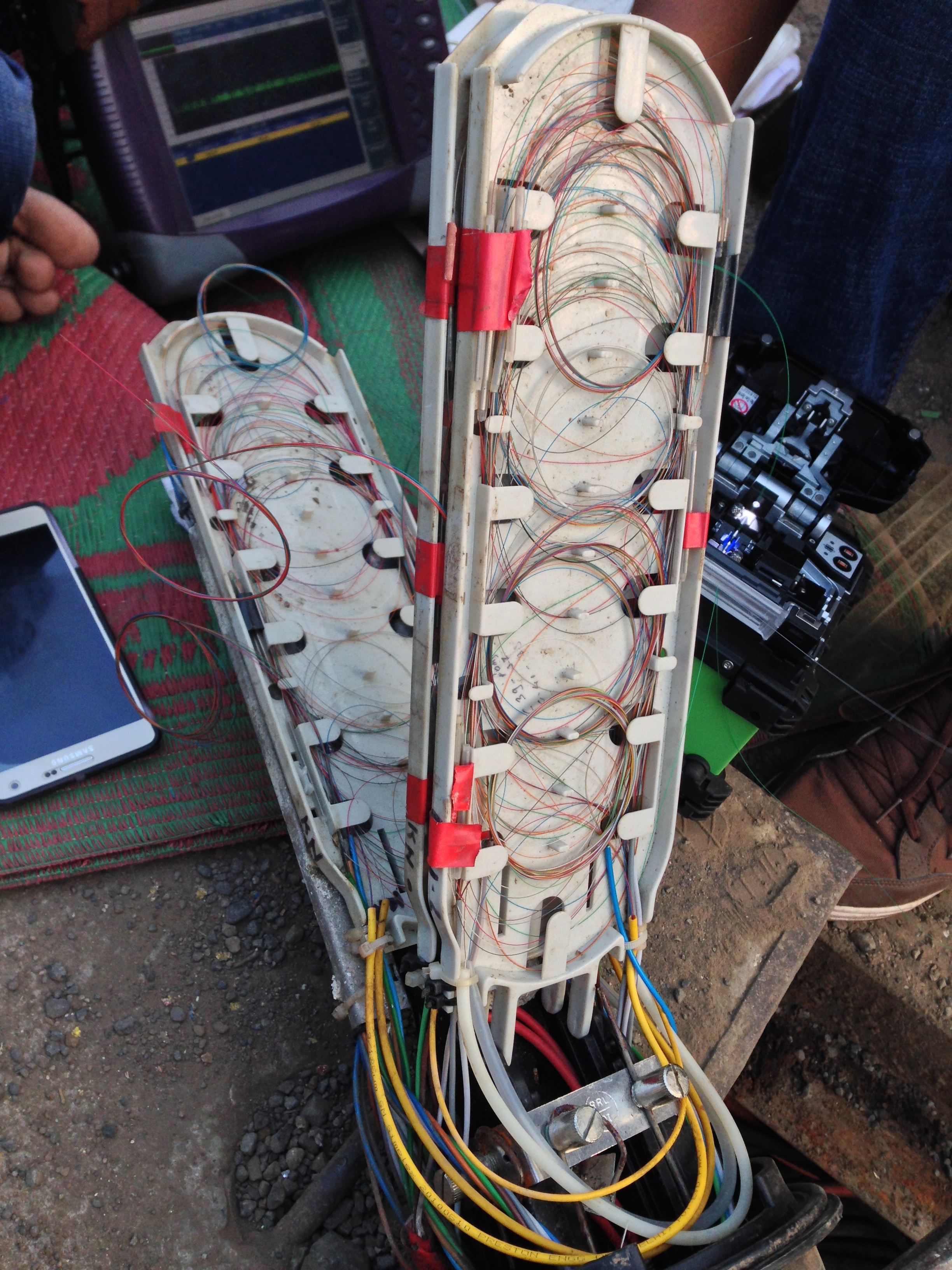
Enquête sur un défaut dans une boîte de jonction de câble fibre. Les brins individuels du câble à fibre optique dans la boîte de jonction sont visibles.

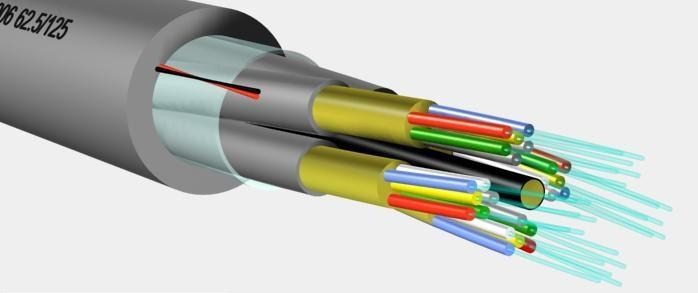
Un câble à fibres optiques éclaté

Pour une utilisation dans un environnement plus exigeant, une construction du câble beaucoup plus robuste est requise. Dans la construction à tubes libres, la fibre est posée en hélice dans des tubes semi-rigides, permettant au câble de s'étirer sans étirer la fibre elle-même. Cela protège la fibre des tensions lors de la pose et dues aux changements de température. La fibre à tube libre peut être « en bloc sec » ou « remplie de gel ». Le bloc sec offre moins de protection aux fibres que le bloc rempli de gel, mais coûte considérablement moins cher. Au lieu d'un tube lâche, la fibre peut être noyée dans une gaine en polymère lourd, communément appelée construction à « tampon serré ». Des câbles à tampons serrés sont proposés pour une variété d'applications, mais les deux plus courants sont « Breakout » et « Distribution ». Les câbles « Breakout » contiennent normalement un cordon de déchirure, deux éléments de renforcement diélectriques non conducteurs (normalement une tige de verre époxy), un fil d'aramide et 3 tubes-tampon de 3 mm avec une couche supplémentaire de Kevlar entourant chaque fibre. Le cordon de déchirure est une corde parallèle de fil résistant située sous la ou les gaines du câble pour le retrait de la gaine. Les câbles de distribution ont un emballage global en Kevlar, un cordon de déchirure et un revêtement tampon de 900 micromètres entourant chaque fibre. Ces unités de fibres sont généralement regroupées avec des éléments de renforcement en acier supplémentaires, là encore avec une torsion hélicoïdale pour permettre l'étirement.
Une préoccupation critique dans le câblage extérieur est la protection de la fibre des dommages causés par l'eau. Souvent, la protection contre l'eau se fait avec des tubes de cuivre et une gelée hydrofuge ou une poudre absorbant l'eau entourant la fibre.
Enfin, le câble peut être armé pour le protéger des risques environnementaux. Il peut s'agir aussi bien des travaux de construction que des rongeurs. Les câbles sous-marins sont plus lourdement blindés dans leurs parties proches du rivage pour les protéger des ancres de bateau, des bateaux de pêche et même des requins, qui peuvent être attirés par l'énergie électrique transportée vers les amplificateurs de puissance ou les répéteurs du câble.
Les câbles contemporains sont produits avec une grande variété de gaines et d'armures, conçues pour des applications telles que l'enfouissement direct dans des tranchées, la double utilisation comme lignes électriques, l'installation dans des conduits, l'arrimage à des poteaux téléphoniques aériens, l'installation sous-marine et l'insertion dans des rues pavées.

## Capacité et marché
En septembre 2012, NTT Japon présente un câble à fibre unique capable de transférer un pétabit par seconde (soit 1015 bits/s) sur une distance de 50 kilomètres.
Bien que des câbles plus gros soient disponibles, le câble à fibre monomode au nombre de brins le plus élevé couramment fabriqué est le câble à 864 fils, composé de 36 rubans contenant chacun 24 brins de fibre.
Dans certains cas, seule une petite fraction des fibres d’un câble peut être réellement utilisée. Les entreprises peuvent louer ou vendre la fibre inutilisée à d’autres fournisseurs qui recherchent ce service dans ou à travers une zone géographique. En fonction des réglementations locales spécifiques, les entreprises peuvent surdimensionner leurs réseaux dans le but spécifique de disposer d'un grand réseau de fibres noires à vendre, réduisant ainsi le nombre global de tranchées et d'autorisations municipales. Alternativement, ils peuvent délibérément sous-investir pour empêcher leurs rivaux de profiter de leur investissement.

## Fiabilité et qualité
Les fibres optiques sont en général très résistantes, mais celle-ci est considérablement réduite par les défauts de surface microscopiques inévitables inhérents au processus de fabrication. La résistance initiale de la fibre, ainsi que son évolution dans le temps, doivent être prises en compte par rapport aux contraintes imposées à la fibre lors de la manipulation, du câblage et de l'installation pour un ensemble donné de conditions environnementales. Trois scénarios classiques peuvent conduire à une dégradation de la résistance et à une défaillance en induisant la croissance de défauts : la fatigue dynamique, la fatigue statique et le vieillissement sans contrainte.
Telcordia GR-20, Exigences génériques pour la fibre optique et les câbles à fibre optique, contient des critères de fiabilité et de qualité pour protéger la fibre optique dans toutes les conditions de fonctionnement. Les critères se concentrent sur les conditions pour un environnement extérieur aux bâtiments (OSP). Pour l'installation intérieure, des critères similaires figurent dans Telcordia GR-409 : Exigences génériques pour les câbles à fibre optique intérieurs.

## Types de câbles
- OFC : Fibre optique conductrice
- OFN : Fibre optique non conductrice
- OFCG : Fibre optique conductrice (usage général)
- OFNG : Fibre optique non conductrice (usage général)
- OFCP : Fibre optique conductrice (plénum)
- OFNP : Fibre optique non conductrice (plénum)
- OFCR : Fibre optique conductrice (montante)
- OFNR : Fibre optique non conductrice (montante)
- OPGW : Fil de terre aérien composite à fibre optique
- ADSS : Autoportant tout diélectrique
- OSP : Câble à fibre optique pour installation extérieure
- MDU : Câble fibre optique pour immeuble d'habitation

## Matériau de la gaine
Le matériau de la gaine est spécifique à l'application. Le matériau détermine la robustesse mécanique, la résistance aux produits chimiques et aux rayons UV, etc.
Les matériaux de gaine courants sont le LSZH, le chlorure de polyvinyle, le polyéthylène, le polyuréthane, le polytéréphtalate de butylène et le polyamide.

## Matériau pour la fibre
Il existe deux principaux types de matériaux utilisés pour les fibres optiques : le verre et le plastique. Ils offrent des caractéristiques très différentes et trouvent des utilisations dans des applications très différentes. Généralement, la fibre plastique est utilisée pour les applications à très courte portée et grand public, tandis que la fibre de verre est utilisée pour les télécommunications à courte ou moyenne portée (multimode) et longue portée (monomode).

## Code de couleurs

### Cordons de brassage
La gaine (ou tampon) des cordons de brassage est souvent codé par couleur pour indiquer le type de fibre utilisé. La « botte » de décharge de traction qui protège la fibre de la flexion au niveau d'un connecteur est codée par couleur pour indiquer le type de connexion. Les connecteurs avec une coque en plastique (tels que les connecteurs SC) utilisent généralement une coque à code couleur. Les codes couleur standard pour les gaines (ou tampons) et les bottes (ou coques de connecteur) sont indiqués ci-dessous :
| Couleur | Couleur        | Signification                                                              |
| ------- | -------------- | -------------------------------------------------------------------------- |
|         | Orange         | Fibre optique multimode                                                    |
|         | Aqua           | OM3 ou OM4 10 G optimisé laser 50/125 fibre optique multimode µm           |
|         | Erika violette | Fibre optique multimode OM4 (certains fournisseurs)                        |
|         | Vert citron    | OM5 10G + large bande 50/125 fibre optique multimode µm                    |
|         | Gris           | Code couleur obsolète pour la fibre optique multimode                      |
|         | Jaune          | Fibre optique monomode                                                     |
|         | Bleu           | Parfois utilisé pour désigner une fibre optique à maintien de polarisation |

| Couleur | Couleur | Signification             | Commentaire |
| ------- | ------- | ------------------------- | --- |
|         | Bleu    | Contact physique (PC), 0° | Principalement utilisé pour les fibres monomodes ; certains fabricants l'utilisent pour la fibre optique à maintien de polarisation. |
|         | Vert    | Angle poli (APC), 8°      | |
|         | Noir    | Contact physique (PC), 0° | |
|         | Gris    | Contact physique (PC), 0° | Connecteurs fibre multimode |
|         | Beige   | Contact physique (PC), 0° | Connecteurs fibre multimode |
|         | Blanc   | Contact physique (PC), 0° | |
|         | Rouge   |                           | Haute puissance optique. Parfois utilisé pour connecter des lasers à pompe externes ou des pompes Raman.                             |

Il est aussi possible qu'une petite partie d'un connecteur soit également codée par couleur, par exemple le levier d'un connecteur E-2000 ou le cadre d'un adaptateur fibre optique. Ce code couleur supplémentaire indique le port correct pour un cordon de brassage, si plusieurs cordons de brassage sont installés en un seul point.

### Câbles multifibres
Les fibres individuelles d'un câble multifibre se distinguent en général les unes des autres par des gaines ou des tampons à code couleur figurant sur chaque fibre. Le schéma d'identification utilisé par le Corning Cable Systems est basé sur la norme EIA/TIA-598, "Optical Fiber Cable Color Coding" qui définit les schémas d'identification pour les fibres, les fibres tamponnées, les unités de fibre et les groupes d'unités de fibre dans les câbles à fibre optique des installations et des locaux extérieurs. Cette norme permet d'identifier les unités de fibres au moyen d'une légende imprimée. Cette méthode peut être utilisée pour l’identification de rubans de fibres et de sous-unités de fibres. La légende contiendra un numéro de position numérique imprimé correspondant ou une couleur à utiliser pour l'identification.
| Position | Couleur de la veste | Position | Couleur de la veste |
| -------- | ------------------- | -------- | ------------------- |
| 1        | bleu                | 13       | bleu Noir           |
| 2        | orange              | 14       | orange/noir         |
| 3        | vert                | 15       | vert noir           |
| 4        | brun                | 16       | marron noir         |
| 5        | ardoise             | 17       | ardoise/noir        |
| 6        | blanc               | 18       | blanc noir          |
| 7        | rouge               | 19       | rouge noir          |
| 8        | noir                | 20       | noir jaune          |
| 9        | jaune               | 21       | jaune/noir          |
| 10       | violet              | 22       | violet/noir         |
| 11       | rose                | 23       | rose/noir           |
| 12       | aqua                | 24       | turquoise/noir      |

| Type et classe de fibre | Diamètre (µm) | Couleur de la veste | Couleur de la veste |
| ----------------------- | ------------- | ------------------- | ------------------- |
| Ia multimode            | 50/125        |                     | Orange              |
| Ia multimode            | 62,5/125      |                     | Ardoise             |
| Ia multimode            | 85/125        |                     | Bleu                |
| Ia multimode            | 100/140       |                     | Vert                |
| IVa monomode            | Tous          |                     | Jaune               |
| Monomode IVb            | Tous          |                     | Rouge               |

Le code couleur utilisé dans le tableaux ci-dessus ressemble aux câbles en cuivre PE utilisés dans le câblage téléphonique standard.
Au Royaume-Uni, un code couleur différent est appliqué. Chaque faisceau ou élément de 12 fibres dans un câble à fibre optique 200/201 est coloré comme suit :
| Position | Jacket color | Position | Jacket color |
| -------- | ------------ | -------- | ------------ |
| 1        | blue         | 7        | brown        |
| 2        | orange       | 8        | violet       |
| 3        | green        | 9        | black        |
| 4        | red          | 10       | white        |
| 5        | grey         | 11       | pink         |
| 6        | yellow       | 12       | turquoise    |

Chaque élément est placé dans un tube placé à l'intérieur du câble (qui ne doit pas être en fibre soufflée). Les éléments du câble commencent par le tube rouge et sont comptés autour du câble jusqu'au tube vert. Les éléments actifs sont dans des tubes blancs et des éléments de remplissages jaunes sont ajoutés dans le câble pour le remplir en fonction du nombre de fibres et d'unités existantes – peut aller jusqu'à 276 fibres ou 23 éléments pour le câble externe et 144 fibres ou 12 éléments pour le câble interne. Le câble comporte un élément de renforcement central normalement en fibre de verre ou en plastique. Il existe également un conducteur en cuivre dans les câbles externes.

## Vitesse de propagation et délai
Les câbles optiques transfèrent les données à la vitesse de la lumière dans le verre. Il s'agit de la vitesse de la lumière dans le vide divisée par l'indice de réfraction du verre utilisé, généralement autour de 180 000 à 200 000 km/s, ce qui entraîne 5,0 à 5,5 microsecondes de latence par km. Ainsi, le temps de retard aller-retour pour 1 000 km est d'environ 11 millisecondes.

## Pertes
La perte de signal dans la fibre optique se mesure en décibels (dB). Une perte de 3 dB à travers un lien signifie que l'intensité de la lumière à l'extrémité lointaine n'est que de la moitié de l'intensité de la lumière envoyée à la fibre. Une perte de 6 dB signifie que seulement un quart de l'intensité de la lumière envoyée à la fibre est arrivée à destination. S'il y a trop de déperdition de lumière, le signal est trop faible pour récupérer et le lien devient peu fiable et cesse de fonctionner complètement. Le point précis où cela se produit dépend de la puissance de l'émetteur et de la sensibilité du récepteur.
Les fibres multimodes modernes à gradient d'indice ont 3 dB par kilomètre d'atténuation (perte de signal) à une longueur d'onde de 850 nm, et 1 dB/km à 1300 n.m. Le monomode perd 0,35 dB/km à 1310 nm et 0,25 dB/km à 1550 n.m. La fibre monomode de très haute qualité destinée aux applications longue distance est spécifiée avec une perte de 0,19 dB/km à 1550 n.m. La fibre optique plastique (POF) perd beaucoup plus : 1 dB/m à 650 n.m. POF est un gros noyau (environ 1 mm) fibre adaptée uniquement aux réseaux courts et à faible débit tels que l'audio optique TOSLINK ou à une utilisation dans les voitures.
Chaque connexion entre les câbles ajoute environ 0,6 dB de perte moyenne, et chaque joint ajoute environ 0,1 dB.
La lumière infrarouge invisible (750 nm et plus) est utilisé dans les communications commerciales par fibre de verre car elle présente une atténuation plus faible dans ces matériaux que la lumière visible. Néanmoins, les fibres de verre transmettent aussi la lumière visible, ce qui est pratique pour tester les fibres sans équipement coûteux. Les épissures peuvent être inspectées visuellement et ajustées pour minimiser les fuites de lumière au niveau du joint, ce qui maximise la transmission de la lumière entre les extrémités des fibres à joindre.
Les tableaux Comprendre les longueurs d'onde dans les fibres optiques et Perte de puissance optique (ou atténuation) dans les fibres illustrent la relation entre la lumière visible et les fréquences infrarouges utilisées et montrent les bandes d'absorption de l'eau entre 850, 1 300 et 1 550. n.m.

## Sécurité
La lumière infrarouge utilisée dans les télécommunications ne peut pas être vue, ce qui représente un risque potentiel pour la sécurité des techniciens. La défense naturelle de l'œil contre l'exposition soudaine à la lumière brillante est le réflexe clignotant, qui n'est pas déclenché par des sources infrarouges. Dans certains cas, les niveaux de puissance sont suffisamment élevés pour endommager les yeux, en particulier lorsque des lentilles ou des microscopes sont utilisés pour inspecter les fibres qui émettent une lumière infrarouge invisible. Pour éviter cela, des microscopes d'inspection avec des filtres de sécurité optiques existent. Depuis plus récemment, des aides à la visualisation indirecte sont utilisées : il peut s'agir de caméras avec une connexion sur la fibre et une sortie USB pour la connexion à un appareil d'affichage tel qu'un ordinateur portable. Cela rend l'activité de recherche de saleté ou de dommages sur la face du connecteur beaucoup plus sûre.
Les petits fragments de verre peuvent également poser un problème s'ils pénètrent sous la peau d'une personne. Il faut donc veiller à ce que les fragments produits lors de la découpe des fibres soient correctement collectés et éliminés.

## Câbles hybrides
Il existe des câbles hybrides optiques et électriques utilisés dans les applications extérieures sans fil "Fibre To The Antenna" (FTTA). Dans ces câbles, les fibres optiques transportent des informations et les conducteurs électriques servent à transmettre la puissance. Ces câbles peuvent être placés dans plusieurs environnements pour desservir des antennes montées sur des poteaux, des tours ainsi que d'autres structures.
Selon la norme Telcordia GR-3173, les exigences génériques pour les câbles optiques et électriques hybrides destinés à être utilisés dans les applications de fibre extérieure sans fil vers l'antenne (FTTA) sont les suivantes. Ces câbles hybrides comportent des fibres optiques, des éléments à paires torsadées/quadruples, des câbles coaxiaux ou des conducteurs électriques porteurs de courant sous une enveloppe extérieure commune. Les conducteurs d'alimentation utilisés dans ces câbles hybrides sont destinés à alimenter directement une antenne ou à alimenter des composants électroniques montés sur une tour desservant exclusivement une antenne. Ils ont une tension nominale normalement inférieure à 60 VCC ou 108/120 ACC. D'autres tensions peuvent être présentes en fonction de l'application et du Code national de l'électricité (NEC) concerné.
Ces types de câbles hybrides peuvent aussi être utiles dans d'autres environnements tels que les usines de systèmes d'antennes distribuées, où ils desserviront à la fois les antennes situées à l'intérieur, à l'extérieur et sur les toits. Des considérations telles que la résistance au feu, la présence sur les listes de laboratoires d'essais reconnus au niveau national, le placement dans des puits verticaux et d'autres problèmes liés aux performances doivent être pleinement prises en compte pour ces environnements.
Comme les niveaux de tension et de puissance utilisés dans ces câbles hybrides varient, les codes de sécurité électrique considèrent le câble hybride comme un câble d'alimentation qui doit donc se conformer aux règles de dégagement, de séparation, etc.

## Conduits intérieurs

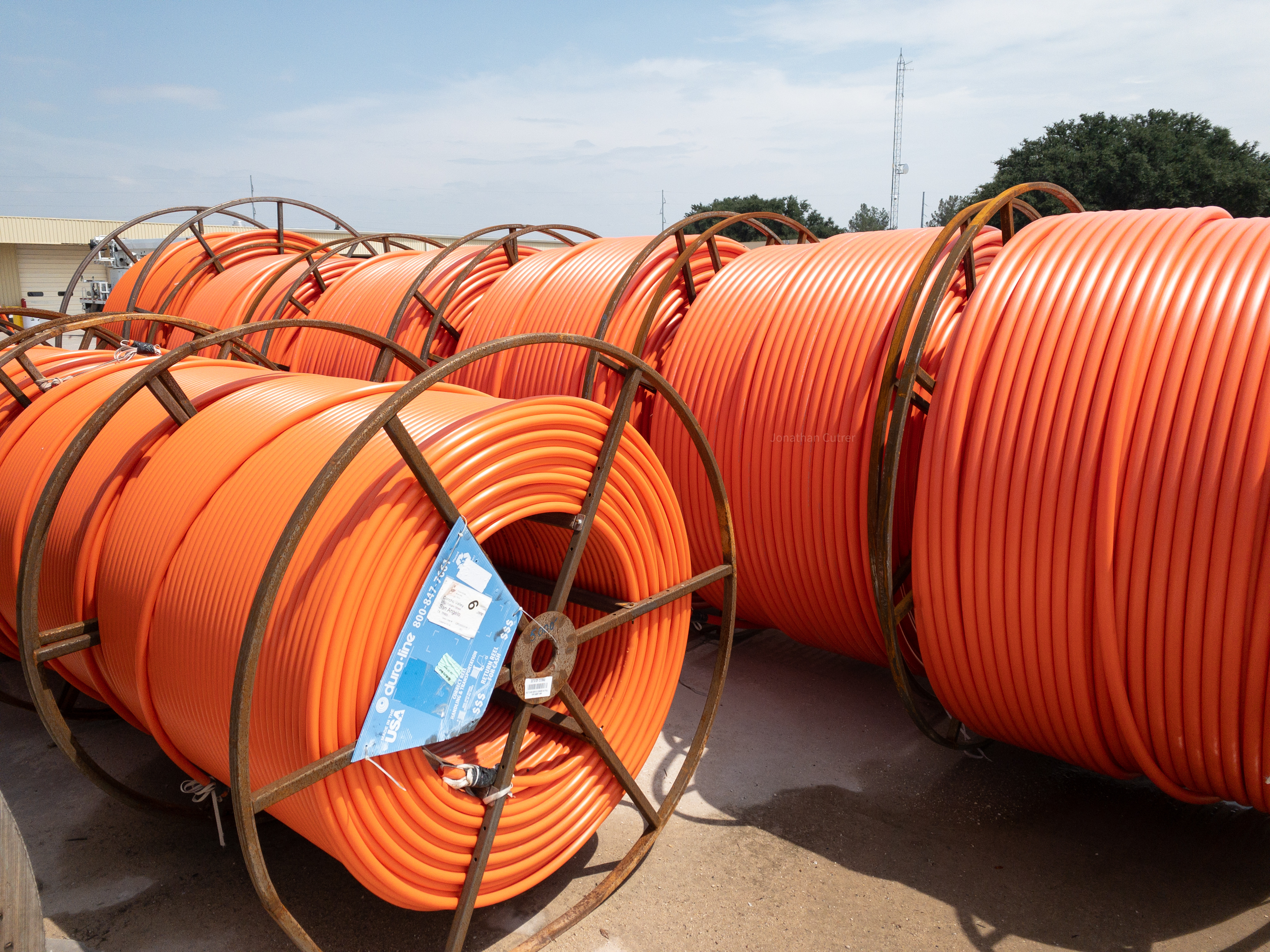
Conduit intérieur en PEHD

Les conduits intérieurs sont, en règle générale, installés dans les systèmes de conduits souterrains préexistants. Ces derniers fournissent des chemins propres, continus et à faible friction pour placer des câbles optiques ayant des limites de tension de traction relativement faibles. Ils permettent de subdiviser les conduits conventionnels initialement conçus pour les câbles à conducteur métallique unique de grand diamètre en plusieurs canaux pour des câbles optiques plus petits.

### Types
Les conduits internes sont, en général, des sous-conduits semi-flexibles de petit diamètre. Selon la norme Telcordia GR-356, il existe trois types de conduits internes de base : les concuits à paroi lisse, ondulée et nervurée. Ces différentes conceptions sont basées sur le profil des diamètres intérieur et extérieur du conduit intérieur. Le besoin d'une caractéristique spécifique ou d'une combinaison de caractéristiques, telles que la résistance à la traction, la flexibilité ou le coefficient de frottement le plus bas, dicte le type de conduit interne requis.
Au-delà des profils ou contours de base (à parois lisses, ondulées ou nervurées), les conduits intérieurs existent également dans une variété croissante de conceptions multi-conduits. Dans la conception Multiduct, il y a soit une unité composite faite de quatre ou six conduits internes individuels maintenus ensemble par des moyens mécaniques, soit un seul produit extrudé comportant plusieurs canaux à travers lesquels tirer plusieurs câbles. Dans les deux cas, le multi-conduit peut être enroulé et peut être tiré dans un conduit existant d'une manière similaire à celle d'un conduit interne classique.

### Placement
Les conduits intérieurs sont souvent installés dans des systèmes de conduits souterrains fournissant des chemins de connexion entre les emplacements des regards. En plus du placement dans un conduit, le conduit intérieur peut être directement enterré ou installé par voie aérienne en l'arrimant à un toron de suspension en acier.
Comme indiqué dans la norme GR-356, le câble est généralement placé dans le conduit interne de l'une des trois manières suivantes :
- Pré-installé par le fabricant des conduits intérieurs pendant le processus d'extrusion;
- Tiré dans le conduit interne à l'aide d'une ligne de traction assistée mécaniquement;
- Soufflé dans le conduit interne à l'aide d'un appareil de soufflage de câble à haut volume d'air.